# Escapologia

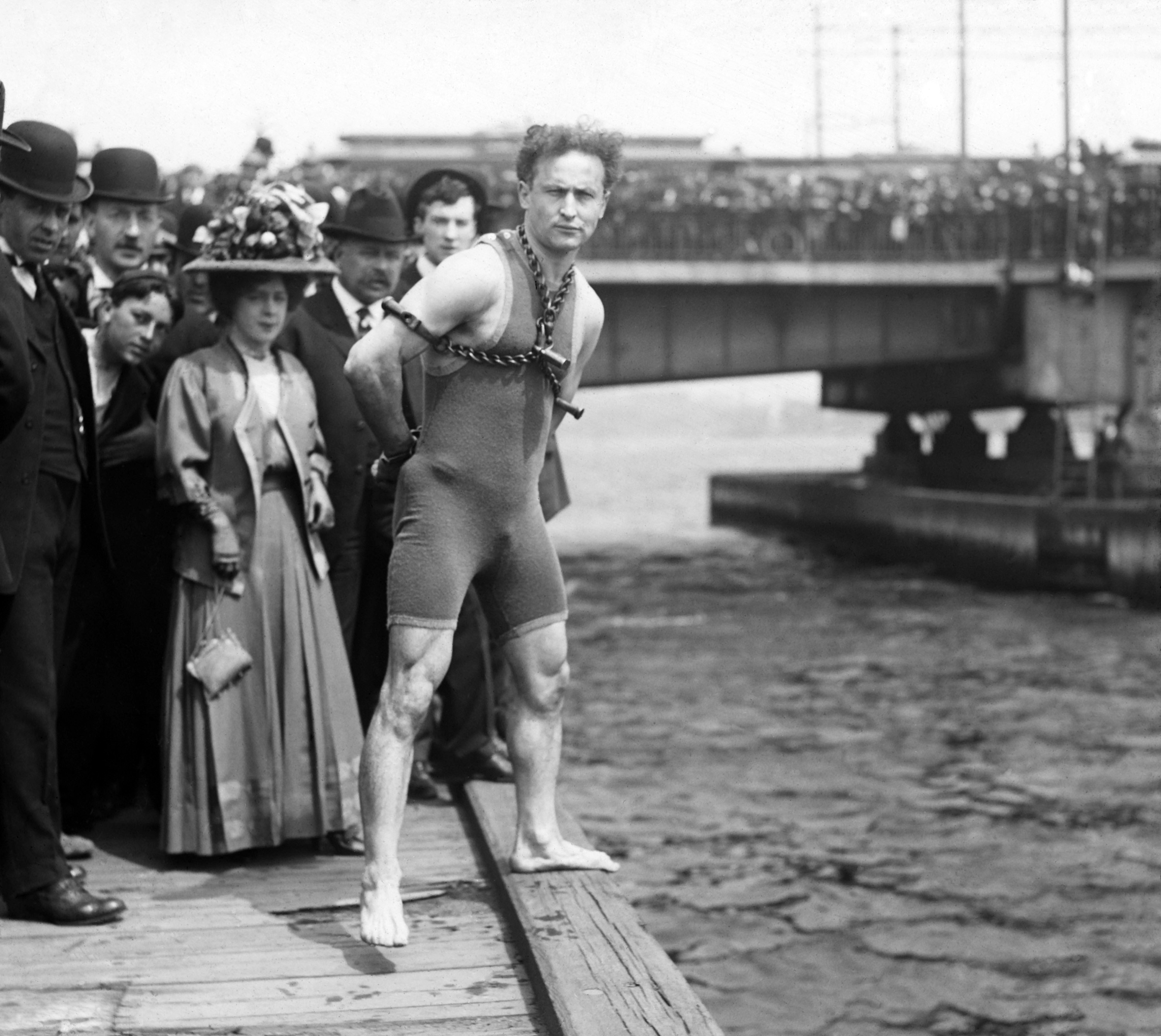
Harry Houdini, il famoso escapologo e illusionista, incatenato prima di compiere una delle sue esibizioni più famose

L'escapologia è una forma di intrattenimento basata sulla capacità di un artista, spesso un prestigiatore, di sapersi liberare da costrizioni fisiche (corde, cinghie, camicie di forza, bauli, gabbie, ecc.) e ambientali (stanze cieche, celle ecc.). La parola deriva dall'inglese to escape, che significa "scappare, sfuggire". Molte volte viene confuso con l'illusionismo, un altro gruppo di tecniche utilizzate dai maghi e sceneggiatori.

## Descrizione
Più genericamente chiamate evasioni, le escapologie hanno come massimo esperto di ogni tempo l'illusionista Harry Houdini. I numeri di escapologia sono sempre legati alla fuga da qualcosa o da un ambiente. Tipiche sono le esibizioni nelle quali il mago riesce a liberarsi da una camicia di forza, da un baule, da una gabbia, riapparendo a volte in luoghi distanti dal palco principale. Spesso i numeri vengono aumentati di difficoltà e resi più spettacolari attraverso l'utilizzo di situazioni rischiose come l'immersione totale del soggetto in acqua, in un cerchio di fuoco o in un luogo dove non può respirare.

## Escapologi famosi
- Harry Houdini
- James Randi
- David Copperfield
- David Blaine
- Criss Angel
- Adelaide Herrmann
- Henry Moon

## Escapologi italiani
- Andrew Basso
- David Merlini
- Marco Berry